# Stóra Dímun (település)
Stóra Dímun egy település Feröer Nagy-Dímun nevű szigetén. Gyakran egyszerűen Dímunnak nevezik mindkettőt. Közigazgatásilag Skúvoy községhez tartozik.

## Földrajz
A település a sziget délnyugati részén található.

## Történelem
A sziget a Feröeriek sagája sok hősének otthona volt. Első írásos említése ennek megfelelően a Feröeriek sagájában található.1920 előtt még fellelhetők voltak egy régi templom romjai, mára azonban már nem maradtak fenn.
1870-ben két testvér telepedett a Sumbából a szigetre. Egyikük később továbbköltözött Sandoyra, a másikuk leszármazottai a sziget jelenlegi lakói.

## Népesség
A településen jelenleg egyetlen család él.
| Év              | Lakosság |
| --------------- | -------- |
| 1986. január 1. | 7        |
| 1991. január 1. | 8        |
| 1996. január 1. | 8        |
| 2001. január 1. | 7        |
| 2006. január 1. | 7        |

## Gazdaság
Stóra Dímun lakói juhtenyésztésből élnek, amit madárfogással egészítenek ki.

## Közlekedés
A szigetre komp nem közlekedik, de az Atlantic Airways helikoptere hetente háromszor felkeresi.